# Honda GL 1100 Gold Wing
Honda GL 1100 Gold Wing (používají se i jména Goldwing nebo GoldWing) je druhým modelem řady Gold Wing. Jedná se o plnohodnotný cestovní motocykl představený roku 1974 firmou Honda na motosalonu v italské Cologni. Při vývoji byl kladen velký důraz na spolehlivost, což bylo vyjádřeno rčením "Toto je první skupina řidičů, kteří si nemusí balit do zavazadel nářadí." Gold Wing se stal vlajkovou lodí Hondy. V průběhu následujících třiceti let se původní plochý čtyřválec 1000 ccm vyvinul na plochý šestiválec 1800 ccm. Suchá hmotnost vzrostla z počátečních 265 kg na 389 kg (s prázdnou nádrží) u modelu GL1800.

## Výrobce
Honda. V letech 1975–1980 byla výroba zahájena v Japonsku. Během výroby modelu GL1100 byla výroba přenesana roku 1980 do Marysville, Ohio, USA. Zde byla v roce 2010 výroba ukončena. V roce 2011 byla výroba přesunuta do prefektury Kumamoto v Japonsku. V roce 2011 nebyl uveden nový model. Modelový rok 2012 byl vyráběn v Japonsku na zařízeních převezených z původní americké továrny.

## GL1100
Honda Gold Wing GL1100 byla vyráběna v letech 1979 a 1983 

### Barevná provedení

#### 1980
- GL1100 Standard

Candy Muse Red, R104CU
Black, NH1
- GL1100 Interstate

Candy Grandeur Blue Special, PB102CS
Candy Muse Red-U, R104CU
Black, NH1

#### 1981
- GL1100 Standard

Cosmo black metallic-U, B100MU
Candy Grandeur Blue Special, PB102CS
Candy Muse Red-U, R104CU
- GL1100 Interstate

Cosmo black metallic-U, B100MU
Candy Grandeur Blue Special, PB102CS
Candy Muse Red-U, R104CU

#### 1982
- GL1100 Standard

Cosmo black metallic-U, B100MU
Candy Grandeur Blue Special, PB102CS
Candy Wineberry Red-U, R114CU
- GL1100 Interstate

Cosmo black metallic-U, B100MU
Black, NH1
Candy Wineberry Red-U, R114CU
- GL1100 Aspencade

Sterling Silver, NH118MU
Sorrel Brown Metallic, YR116MU
Bramble Red Metallic, R121MU

#### 1983
- GL1100 Standard

Black, NH1
Regal Brown, YR120CU
- GL1100 Interstate

Candy Wineberry Red-U, R114CU
Black, NH1
Regal Brown, YR120CU
- GL1100 Aspencade

Candy Wineberry Red-U, R114CU
Sorrel Brown Metallic, YR116MU
Nimbus Grey, NH125MU